# Fu Yubin
Fu Yubin (傅玉斌S, Fù YùbīnP; Dalian, 9 agosto 1963) è un ex calciatore cinese, di ruolo portiere.
Ha giocato durante la sua carriera nel Liaoning, dove ha vinto diversi titoli nazionali cinesi e l'Asian Champions League. Nella sua carriera internazionale disputato la Coppa d'Asia nel 1992, in cui la Cina arrivò terza.

## Carriera
Ha fatto parte della squadra sconfitta durante le qualificazioni alla Coppa del Mondo 1986 dalla nazionale di calcio di Hong Kong. Yubin è stato protagonista nella vittoria dell'AFC League nel 1990 ed è ha condotto la propria nazionale alla vittoria per 4-3 ai rigori contro gli Emirati Arabi, consentendo alla propria nazionale di aggiudicarsi il terzo posto nella Coppa d'Asia.
Nel 1994, decide di appendere le scarpe al chiodo.

## Palmarès
- Asian Club Championship: 1990
- Campionato cinese: 1985, 1987, 1988, 1990, 1991, 1992, 1993
- Coppa della Cina: 1984, 1986